# 2,2-diclorobutano
El 2,2-diclorobutano es un compuesto orgánico de fórmula molecular C4H8Cl2. Es un haloalcano lineal de cuatro carbonos en el cual dos átomos de cloro están unidos al carbono 2 de la cadena carbonada.

## Propiedades físicas y químicas
A temperatura ambiente, el 2,2-diclorobutano es un líquido incoloro con una densidad mayor que la del agua, ρ = 1,090 g/cm³. Su punto de fusión es -74 °C y su punto de ebullición es 104 °C, inferior al de otros diclorobutanos (162 °C en el caso del 1,4-diclorobutano).
El valor estimado del logaritmo de su coeficiente de reparto, logP = 2,41, revela que es más soluble en disolventes apolares que en disolventes polares.
Es poco soluble en agua, a razón de 115 mg/L aproximadamente.

## Síntesis
El 2,2-diclorobutano se puede preparar a partir de metiletilcetona y pentacloruro de fósforo.
También se puede obtener haciendo reaccionar cloro con 2-clorobutano con exposición a la luz.
Así, por cloración fotoquímica de 2-clorobutano en fase gas a 35 °C se obtiene un 26% de 2,2-diclorobutano, junto a sus isómeros 1,2-, 1,3- y 2,3-diclorobutano, siendo este último el producto mayoritario.
La cloración de butano o buteno da también bajos rendimientos de 2,2-diclorobutano, ya que siempre se forman isómeros que impiden la separación del 2,2-diclorobutano por destilación. Para obtener altos rendimientos en la producción de este cloroalcano es necesario partir de 2-butino. Se hace reaccionar este compuesto con cloruro de hidrógeno a 20 - 25 °C y alta presión (entre 20 y 40 atm). Con este procedimiento el rendimiento aumenta hasta el 60%.

## Usos
El 2,2-diclorobutano se usa en la elaboración de cloropropeno por reacción con cloruro de hidrógeno y oxígeno a una temperatura elevada. Como catalizador se emplea cloruro de magnesio sobre pumita para producir una mezcla gaseosa a partir de la cual se puede recuperar el cloropreno con buen rendimiento.
El 2,2-diclorobutano se usa también en la producción conjunta de 1,3,3- y 2,2,3-triclorobutano —precursor también del cloropropeno—, haciéndole reaccionar con cloro con exposición a luz ultravioleta a una temperatura comprendida entre -50 y +50 °C preferentemente.
Finalmente, este cloroalcano puede emplearse como disolvente en la producción de bases de Schiff de 2,6-dicloro-5-hidroxianilina.